# Pandemia de COVID-19 en Tayikistán
Los primeros casos de la pandemia de COVID-19 en Tayikistán iniciaron el 30 de abril de 2020, cuando se confirmó casos en Dusambé y Juyand.
Hasta el 26 de marzo de 2021, se contabiliza la cifra de 13,308 casos confirmados, la cifra de 90 fallecimientos y 13,218 pacientes recuperados del virus.

## Estadísticas
Nuevas infecciones (casos por día y semanalas) en Tayikistán
según datos de la OMS

## Línea de tiempo

### Febrero 2020
El 10 de febrero, un vuelo chárter de Somon Air voló a Wuhan, Hubei, China para evacuar a los cincuenta y cuatro ciudadanos de Tayikistán en la ciudad. El vuelo transportaba carga humanitaria, incluidos suministros médicos desde Tayikistán a Wuhan. El 13 de febrero, se imprimieron y distribuyeron a los ciudadanos tayikos 13,000 copias de las directrices y recomendaciones de la OMS para reducir el riesgo de infección por coronavirus. En ese momento, más de 900 ciudadanos que llegaron a Tayikistán desde China estaban siendo supervisados por médicos en los hospitales de Tayikistán. No se informaron casos de coronavirus. El 21 de febrero, el presidente Emomali Rahmonrecibió un mensaje del presidente chino Xi Jinping agradeciendo a Rahmon por su apoyo en relación con el brote de coronavirus. Hasta el 21 de febrero de 1066 ciudadanos tayikos que llegaron de China después del 1 de febrero habían sido ingresados en hospitales de enfermedades infecciosas por cuarentena, y 577 ya habían sido dados de alta. No se confirmaron casos de coronavirus entre los puestos en cuarentena. El 26 de febrero, sesenta y tres ciudadanos tayikos (cuarenta y seis estudiantes tayikos de Wuhan y diecisiete miembros de la tripulación del vuelo chárter de Somon Air enviados para recuperarlos el 11 de febrero) fueron liberados de la cuarentena. Ninguna de las personas en cuarentena mostró síntomas de enfermedad similar a la gripe. Hasta el 24 de febrero de 1148 ciudadanos tayikos que llegaron a Tayikistán desde China después del 1 de febrero habían sido puestos en cuarentena, y 955 ya habían sido dados de alta.

### Marzo 2020
Tayikistán bloqueó inicialmente la entrada de nacionales de 35 países, incluidos el Reino Unido, Estados Unidos y Canadá. El 3 de marzo de 2020, Tayikistán redujo la prohibición a cinco países: China, Irán, Afganistán, Corea del Sur e Italia. El 4 de marzo, algunas mezquitas en la ciudad capital, Dusambé, pidieron a los fieles que no asistieran a las oraciones de los viernes. La prisa por almacenar alimentos llevó a aumentos de precios y escasez de harina y otros alimentos básicos. El 5 de marzo, el Ministerio de Salud y Bienestar Social dijo que hay suficiente comida en Tayikistán para alimentar a la población del país durante dos años. Presidente Emomali Rahmonaseguró a los tayikos que no había necesidad de comprar alimentos, pero el almacenamiento continuó. Tayikistán pidió a la gente que evite las reuniones públicas y la asistencia a la mezquita. Hasta el 10 de marzo de 1583 ciudadanos tayikos que llegaron de China, Corea del Sur, Japón, Italia, Irán y Afganistán después del 1 de febrero habían sido puestos en cuarentena, y 1.147 ya habían sido dados de alta. No se confirmaron casos de coronavirus en el país. Hasta el 14 de marzo de 1603 ciudadanos tayikos que llegaron de China, Corea del Sur, Japón, Italia, Irán y Afganistán después del 1 de febrero habían sido puestos en cuarentena, y 1.280 ya habían sido dados de alta. No se confirmaron casos de coronavirus en el país. 
Hasta el 18 de marzo, no había casos confirmados de infecciones por coronavirus en Tayikistán y los planes para celebrar Nowruz no habían sido cancelados. A fines de marzo, los cierres de fronteras en Rusia y Asia Central impedían que los trabajadores migrantes temporales de Tayikistán fueran a su lugar de trabajo. Hasta el 18 de marzo de 1890 ciudadanos tayikos que llegaron de países extranjeros después del 1 de febrero habían sido puestos en cuarentena, y 1.426 ya habían sido dados de alta. El Ministerio de Salud hizo un llamado a la gente del país, "para no creer rumores falsos sobre la confirmación de casos de coronavirus en Tayikistán". Hasta el 23 de marzo, 5.038 personas que llegaron de países extranjeros después del 1 de febrero habían sido puestas en cuarentena, y 1.981 ya habían sido dados de alta; 3.057 personas (incluidas 107 personas con nacionalidad extranjera) estaban en cuarentena. No se confirmaron casos de coronavirus en el país. El complejo de salud Istiklol en el norte de Tayikistán se estaba preparando para la cuarentena de los ciudadanos de Tayikistán que llegaban del extranjero. El Centro de Información Anticrisis del Ministerio de Salud y Protección Social activó un número de línea directa las 24 horas (511) para responder preguntas del público en general de Tayikistán relacionadas con cuestiones de coronavirus. El 26 y 27 de marzo, se llevaron a cabo reuniones sobre los preparativos para prevenir un posible brote de coronavirus. Hasta el 27 de marzo, 5.919 ciudadanos tayikos que llegaron del extranjero después del 1 de febrero habían sido puestos en cuarentena, y 2.050 ya habían sido dados de alta. No se confirmaron casos de coronavirus en el país. Al 30 de marzo, 6.159 ciudadanos tayikos que llegaron del extranjero después del 1 de febrero habían sido puestos en cuarentena, y 2.146 ya habían sido dados de alta dejando a 4.013 en cuarentena. No se confirmaron casos de coronavirus en el país. A finales de marzo, el presidente Emomali Rahmon fue fotografiado participando en grandes reuniones públicas.

### Abril 2020
Hasta el 2 de abril, 6.272 personas que llegaron a Tayikistán desde países extranjeros después del 1 de febrero habían sido puestas en cuarentena, y 2.359 ya habían sido dados de alta, dejando 3.913 todavía en cuarentena. No se confirmaron casos de coronavirus en el país. Para el 3 de abril, las máscaras faciales, aunque no eran legalmente obligatorias, se habían convertido en algo familiar en Tayikistán, incluso en el campo remoto y las escuelas habían reabierto después de las vacaciones de primavera. El mismo día, el presidente Rahmon y el presidente de Uzbekistán, Shavkat Mirziyoyev, mantuvieron una conversación telefónica que incluyó una discusión sobre la coordinación del coronavirus. Un paciente en cuarentena de 60 años murió de neumonía en el Hospital Central del distrito de Jabbor Rasulov ,Sughd Region y el personal médico que trata al paciente fueron puestos en cuarentena, lo que provocó rumores en línea de que el paciente había muerto por coronavirus. Fuentes en el hospital dijeron que el paciente dio negativo para coronavirus antes de fallecer. Hasta el 6 de abril, 7,041 personas que llegaron a Tayikistán desde países extranjeros habían sido puestas en cuarentena, y 4,291 ya habían sido dadas de alta, dejando a 2,730 todavía en cuarentena. Casi 3.000 personas habían sido analizadas para detectar coronavirus, todas con resultados negativos. No se confirmaron casos de coronavirus en el país. Trece personas en cuarentena en el distrito de Jabbor Rasulov desde el 5 de abril dieron negativo para coronavirus. Seis centros médicos en Juyand y doce en otras áreas fueron preparadas para cuarentenas y todas las pruebas de coronavirus debían realizarse sin cambios. El 9 de abril, el presidente Rahmon llamó al presidente de Kazajistán, Kasim-Yomart Tokaev, y discutió varios temas, incluido el coronavirus. Kazajistán declaró que acordó enviar cinco mil toneladas de harina a Tayikistán. El mismo día, el presidente Rahmon y el presidente de Uzbekistán Mirziyoyev mantuvieron otra conversación telefónica que incluyó una discusión sobre la coordinación del coronavirus. Hasta el 10 de abril, 7.367 personas que llegaron a Tayikistán desde países extranjeros habían sido puestas en cuarentena, y 5.482 ya habían sido dado de alta, dejando 1.880 todavía en cuarentena. El 13 de abril, el ministro de Asuntos Exteriores, Sirojiddin Muhriddin, se reunió con el jefe de la delegación de la Unión Europea en Tayikistán, Marilyn Josefson. Josefson anunció planes para proporcionar a Tayikistán 48 millones de euros para mitigar las consecuencias de la pandemia. El 14 de abril, el ministro de Salud y Protección Social, Nasim Olimzoda, dijo que no se había detectado coronavirus en Tayikistán. Olimzoda explicó la falta de casos confirmados de coronavirus en Tayikistán como resultado de la cuarentena en curso de todas las personas que ingresan a Tayikistán desde el extranjero debido al peligro de transmisión asintomática. El Ministerio de Situaciones de Emergencia de Uzbekistán entregó ayuda a Tayikistán, incluyendo mil toneladas de harina, antisépticos y desinfectantes, batas médicas, guantes, máscaras y zapatos médicos, respiradores y gafas protectoras. La empresa Tajikhydroelektromontazh proporcionó al Departamento de Salud de Dusambé 20,000 pruebas de coronavirus, 10 máquinas de ventilación y 500 juegos de ropa médica especial en un valor total de más de 5 millones de somoni.
Hasta el 17 de abril, 7.871 personas que llegaron de países extranjeros después del 1 de febrero habían sido puestas en cuarentena y 6.438 ya habían sido expulsadas; 1.523 personas seguían en cuarentena. No se registraron casos de coronavirus entre las personas en cuarentena. Se registraron otras enfermedades en la población general, incluyendo influenza, neumonía, ARVI (infección viral respiratoria aguda) [se necesita aclaración ] , asma y fiebre tifoidea. El presidente Rahmon pronunció un discurso ante los miembros recién elegidos y nombrados de la Asamblea Nacional de Tayikistán, que se refirió a la situación del coronavirus. Jaloliddin Abduljabborzoda, jefe del departamento de asuntos internos de la fiscalía de Dusambé, cayó enfermo el 15 de abril y murió el 19 de abril. El Ministerio de Salud dijo que murió de H1N1 y descartó explícitamente la muerte por coronavirus. Según Radio Free Europe / Radio Liberty , el cuerpo de Abduljabborzoda fue enterrado por personal médico en un equipo de protección especial. A los trabajadores migrantes tayikos en Rusia que normalmente envían dinero a sus familias en Tayikistán no se les paga debido a la pandemia de COVID-19 en Rusia . El embajador de Tayikistán en Rusia, Imomuddin Sattorov, ha suplicado a los jefes de empresas en Rusia que se abstengan de despedir a los trabajadores de Tayikistán. instó al presidente RahmonLos musulmanes en Tayikistán no deben renunciar al ayuno por Ramadán diciendo que ayunar haría a las personas más susceptibles a las enfermedades infecciosas. El 23 de abril, Tayikistán cerró las escuelas durante dos semanas para evitar la propagación del coronavirus y prohibió temporalmente la exportación de granos y legumbres , una medida destinada a conservar los suministros nacionales. No se informaron casos de coronavirus en Tayikistán. En ese momento, las fronteras y mezquitas de Tayikistán estaban cerradas. A partir del 27 de abril de 4,100 Se han realizado pruebas de coronavirus en Tayikistán. Galina Perfilyeva, representante de la OMS en Dusambé, quien había confirmado inicialmente la posición del gobierno de Tayikistán de que el país seguía libre de coronavirus, dijo que "es imposible decir de manera concluyente que no hay infección por coronavirus en Tayikistán". 
Tayikistán fue uno de los pocos países en continuar los partidos deportivos profesionales durante la pandemia; Han sido cancelados en muchos países. Sin embargo, el 27 de abril, la Liga Superior de Tayikistán 2020 se suspendió hasta el 10 de mayo. 
El 30 de abril, el Ministerio de Salud informó 15 casos confirmados de coronavirus al 29 de abril: 10 en Juyand y 5 en Dusambé. Anteriormente, las preguntas sobre la falta de casos de coronavirus reportados en Tayikistán se plantearon en los medios de comunicación.

### Mayo 2020
El 1 de mayo, hubo 32 casos confirmados, de los cuales 17 están en Dusambé, 5 en ciudades y distritos de subordinación republicana, y 10 en la Región Sughd.
El 2 de mayo, hubo 76 casos confirmados y dos muertes. Todas las personas tienen que usar máscaras faciales cuando salen de su casa.
El 3 de mayo, el número de casos aumentó a 128. El alcalde de Dusambé dijo que construirán hospitales temporales para tratar a 3.000 personas. 
El 4 de mayo se confirmaron 102 casos adicionales, lo que elevó el número total a 230 casos, incluidos 110 casos en Dusambé, 22 casos en ciudades y distritos de subordinación republicana, 7 en Gorno-Badakhshan, 21 en la región de Khatlon, 70 en la región de Sughd. Todas las regiones tienen casos. 
El 6 de mayo, la Federación de Fútbol de Tayikistán extendió la suspensión del fútbol indefinidamente.
El número total de casos es 461, 12 fallecidos y 246 recuperados.